# Heymanska villan
Heymanska villan är ett bostadshus i hörnet av Vasagatan 16 - Viktoriagatan 9 i kvarteret Apeln i Göteborg. Villan är byggnadsminne enligt Kulturmiljölagen sedan den 18 september 2014.

## Historik
Villan uppfördes 1874–76 för grosshandlaren och kommunalpolitikern Gabriel Heyman, efter ritningar av arkitekten Adrian Crispin Peterson. Senare ägare till huset har varit Emil Nilsson, Göteborgs tekniska institut och Röda Korset. Nuvarande ägare är Axson Förvaltning KB. 
Byggnaden var Petersons första betydande arbete i Göteborg och ett av de första stenhusen som byggdes när staden började expandera utanför Vallgraven. Huset uppfördes som ett av de tidigaste stenhusen på Hasselbladska ängen, men blev sedan en integrerad del av kvarteret Apeln i Vasastaden. Arkitekten skulle senare komma att uppföra många fler byggnader i Göteborg. Huset har ett stort kulturhistoriskt värde och klassificeras vara av riksintresse.
Byggnaden är i två våningar med ett brant tak och den starkt skulpturala arkitekturen med kolonner, lister, friser, urnor och figurer har utförts i en ljus puts enligt 1870-talets inriktning. Inramningen av huvudentrén mot Vasagatan består av två fristående kolonner med skulpturer. Flera byggnader i kvarteret Apeln och längs Viktoriagatan, kom att utformas av Peterson, samtliga med nyrenässansens formspråk. 
Inuti byggnaden finns frisen Baldersbränna, som räknas som skulptören Alexander Carlssons huvudverk. Den är utförd i Rom år 1877. Frisens många figurer visar Balders likfärd och den nordiska gudasagans huvudpersoner.